# Pallacanestro Trapani 2021-2022
Questa voce raccoglie le informazioni riguardanti la Pallacanestro Trapani nelle competizioni ufficiali della stagione 2021-2022.

## Verdetti stagionali
Competizioni nazionali
- Serie A2:

stagione regolare: 9ª su 16 squadre;
Supercoppa LNP: Fase a gironi

## Stagione
La stagione 2021-2022 della Pallacanestro Trapani sponsorizzata 2B Control, è la 16ª nel secondo campionato italiano di pallacanestro, la Serie A2.
Ad inizio stagione, la formazione siciliana conferma Daniele Parente come capo allenatore, al quale si affiancano gli assistenti Fabrizio Canella e Andrea Anteri.

## Divise di gioco
Il fornitore ufficiale di materiale tecnico per la stagione 2021-2022 è Erreà.
| Casa | Trasferta |

## Organigramma societario
Aggiornato al 23 agosto 2021.
Area dirigenziale
- Presidente: Pietro Basciano
- Vicepresidente: Fabrizio Giacalone
- General Manager: Nicolò Basciano
- Team Manager: Luca Lazzarone
- Direttore amministrativo: Stefano Di Bono
- Responsabile comunicazione: Dario Gentile
- Addetto agli arbitri: Maurizio Felice

Area tecnica
- Allenatore: Daniele Parente
- Assistente: Fabrizio Canella
- Assistente: Andrea Anteri
- Addetto statistiche: Alex Latini
- Preparatore atletico: Salvatore Sorrentino
- Responsabile Area Sanitaria: Rino Barbiera
- Medico sociale: Salvo De Caro
- Ortopedia e traumatologia: Marco Russo
- Fisioterapista: Gaspare Schembre
- Responsabile settore giovanile: Fabrizio Canella

## Roster
Aggiornato al 21 ottobre 2021
| Pallacanestro Trapani 2021-22 | Pallacanestro Trapani 2021-22 |
| Giocatori                     | Staff tecnico                 |
| ----------------------------- | ----------------------------- |

| N. | Naz.                   | Ruolo | Nome                            | Anno | Alt.   | Peso   |  |
| -- | ---------------------- | ----- | ------------------------------- | ---- | ------ | ------ |  |
| 1  | San Marino (bandiera)  | C     | Ygor Biordi                     | 1996 | 204 cm | 100 kg |  |
| 2  | Stati Uniti (bandiera) | PG    | Sekou Wiggs                     | 1994 | 193 cm | 83 kg  |  |
| 3  | Italia (bandiera)      | P     | Salvatore Basciano              | 2002 | 177 cm | 61 kg  |  |
| 9  | Italia (bandiera)      | G     | Simone Tomasini                 | 1993 | 198 cm | 89 kg  |  |
| 10 | Stati Uniti (bandiera) | C     | Elijah Childs                   | 1999 | 203 cm | 104 kg |  |
| 11 | Italia (bandiera)      | G     | Gabriele Romeo (dal 20/10/2021) | 1997 | 176 cm | 80 kg  |  |
| 14 | Italia (bandiera)      | AP    | Vincenzo Guaiana                | 2000 | 195 cm | 88 kg  |  |
| 15 | Italia (bandiera)      | A     | Valerio Longo                   | 2004 | 204 cm | 98 kg  |  |
| 16 | Serbia (bandiera)      | G     | Veljko Dancetovic               | 2004 | 193 cm | 90 kg  |  |
| 18 | Italia (bandiera)      | AP    | Marco Mollura (C)               | 1993 | 196 cm | 90 kg  |  |
| 22 | Italia (bandiera)      | P     | Federico Massone                | 1998 | 191 cm | 75 kg  |  |
| 24 | Italia (bandiera)      | P     | Matteo Palermo                  | 1991 | 190 cm | 84 kg  |  |
| 29 | Italia (bandiera)      | A     | Giovanni Minore                 | 2003 | 200 cm | 93 kg  |  |
| 30 | Bulgaria (bandiera)    | A     | Martin Kovachev                 | 2004 | 204 cm | 87 kg  |  |
| 44 | Albania (bandiera)     | A     | Çelis Taflaj                    | 1998 | 201 cm | 94 kg  |  |
|    | Italia (bandiera)      | P     | Giorgio Lamia                   | 2002 | 176 cm | 66 kg  |  |

| Allenatore                                                                                 |
| Daniele Parente                                                                            |
| Assistente/i                                                                               |
| Fabrizio Canella Andrea Anteri Legenda - (C) Capitano - (IN) Inattivo - Infortunato Roster |

## Mercato

### Sessione estiva
| Arrivi | Arrivi           | Arrivi            | Arrivi        |
| R      | Nome             | da                | Modalità      |
| ------ | ---------------- | ----------------- | ------------- |
| AP     | Vincenzo Guaiana | Golfo Piombino    | Fine prestito |
| AC     | Ygor Biordi      | Ruvo di Puglia    | Definitivo    |
| P      | Federico Massone | U.C.C. Piacenza   | Definitivo    |
| A      | Çelis Taflaj     | Orlandina         | Definitivo    |
| G      | Simone Tomasini  | Monferrato Basket | Definitivo    |
| P/G    | Sekou Wiggs      | Zalakerámia-ZTE   | Definitivo    |
| C      | Elijah Childs    | Bradley Braves    | Definitivo    |

| Partenze | Partenze             | Partenze            | Partenze       |
| R        | Nome                 | a                   | Modalità       |
| -------- | -------------------- | ------------------- | -------------- |
| P/G      | La'Marshall Corbett  | G.M. OrziBasket     | Definitivo     |
| P/G      | Gabriele Spizzichini | Svincolato          | Fine contratto |
| A        | Shonn Miller         | Svincolato          | Fine contratto |
| P/G      | Hugo Erkmaa          | CUS Jonico Taranto  | Definitivo     |
| P        | Tommy Pianegonda     | Kleb Ferrara        | Prestito       |
| C        | Andrea Renzi         | G.M. OrziBasket     | Definitivo     |
| C        | Bogdan Milojevic     | Basket Cecina       | Definitivo     |
| C        | Vladislav Piarchak   | Aurora Desio        | Prestito       |
| G        | Luciano Tartamella   | Basketball Lamezia  | Prestito       |
| C        | Curtis Nwohuocha     | College Borgomanero | Definitivo     |

### Operazioni esterne alla sessione
| Arrivi | Arrivi         | Arrivi     | Arrivi     |
| R      | Nome           | da         | Modalità   |
| ------ | -------------- | ---------- | ---------- |
| P/G    | Gabriele Romeo | Svincolato | Definitivo |

| Partenze | Partenze | Partenze | Partenze |
| R        | Nome     | a        | Modalità |
| -------- | -------- | -------- | -------- |
|          |          |          |          |

## Risultati

### Campionato

#### Girone di andata
| Arbitri: | Ursi (Livorno) D'Amato (Roma) Rojaz (Trieste) |

|                  |            |                     |
| Wiggs 19         | Punti      | 17 Soviero          |
| Childs 9         | Assist     | 4 Bertetti, Pollone |
| Wiggs, Massone 4 | Rimbalzi   | 7 Morgillo          |
| Daniele Parente  | Allenatori | Andrea Zanchi       |

| Arbitri: | Caforio (Brindisi) Pazzaglia (Pesaro) Perocco (Ponzano Veneto) |

|                     |            |                 |
| Langston 22         | Punti      | 25 Childs       |
| Rodríguez 8         | Assist     | 7 Massone       |
| Langston, Miaschi 9 | Rimbalzi   | 8 Childs        |
| Michele Carrea      | Allenatori | Daniele Parente |

| Arbitri: | Moretti (Marsciano) Di Toro (Perugia) Marzulli (Pisa) |

|                 |            |                  |
| Childs 19       | Punti      | 20 Stojanović    |
| Mollura 5       | Assist     | 2 Stojanović     |
| Childs 12       | Rimbalzi   | 10 Iannuzzi      |
| Daniele Parente | Allenatori | Gennaro Di Carlo |

| Arbitri: | Gagliardi (Anagni) Maschietto (Treviso) Tallon (Bologna) |

|                |            |                 |
| Magro 17       | Punti      | 22 Wiggs        |
| Wheatle 6      | Assist     | 3 Palermo       |
| Wheatle 8      | Rimbalzi   | 8 Wiggs, Childs |
| Nicola Brienza | Allenatori | Daniele Parente |

| Arbitri: | Masi (Firenze) Pellicani (Ronchi dei Legionari) Spessot (Romans d'Isonzo) |

|                 |            |                   |
| Renzi, Epps 19  | Punti      | 28 Wiggs          |
| Corbett 7       | Assist     | 2 Childs, Palermo |
| Epps 12         | Rimbalzi   | 9 Childs          |
| Massimo Bulleri | Allenatori | Fabrizio Canella  |

| Arbitri: | Patti (Montesilvano) Bonotto (Vazzola) Lupelli (Aprilia) |

|                 |            |              |
| Wiggs 27        | Punti      | 17 Allen     |
| Wiggs 5         | Assist     | 6 Stefanelli |
| Childs 12       | Rimbalzi   | 7 Nikolić    |
| Daniele Parente | Allenatori | Marco Sodini |

| Arbitri: | Valzani (Corbetta) Di Toro (Perugia) Morassutti (Sassari) |

|                     |            |                  |
| Raivio 24           | Punti      | 25 Mollura       |
| Lucarelli 5         | Assist     | 3 Wiggs, Palermo |
| Raivio 10           | Rimbalzi   | 9 Childs         |
| Federico Campanella | Allenatori | Daniele Parente  |

| Arbitri: | Radaelli (Rho) Pazzaglia (Pesaro) Perocco (Ponzano Veneto) |

|                 |            |                  |
| Wiggs 19        | Punti      | 21 Martinoni     |
| Romeo 5         | Assist     | 5 Pepper         |
| Childs 12       | Rimbalzi   | 9 Martinoni      |
| Daniele Parente | Allenatori | Andrea Valentini |

| Arbitri: | Boscolo (Chioggia) D'Amato (Roma) Attard (Firenze) |

|                 |            |              |
| Childs 19       | Punti      | 20 Thomas    |
| Palermo 7       | Assist     | 6 Thomas     |
| Childs 11       | Rimbalzi   | 6 Nikolić    |
| Daniele Parente | Allenatori | Davide Villa |

| Arbitri: | Martellosio (Buccinasco) Marzulli (Pisa) Ugolini (Forlì) |

|                   |            |                    |
| DeVoe 28          | Punti      | 15 Wiggs           |
| DeVoe 10          | Assist     | 3 Massone, Palermo |
| DeVoe, Pascolo 10 | Rimbalzi   | 17 Childs          |
| Stefano Salieri   | Allenatori | Daniele Parente    |

| Arbitri: | Foti (Vittuone) Rudellat (Nuoro) Pecorella (Trani) |

|                    |            |                  |
| Mollura 15         | Punti      | 18 Davis         |
| Massone, Palermo 4 | Assist     | 3 Davis, De Vico |
| Childs 14          | Rimbalzi   | 8 Scott          |
| Daniele Parente    | Allenatori | Edoardo Casalone |

| Arbitri: | Moretti (Marsciano) Ciaglia (Caserta) Bramante (San Martino Buon Albergo) |

|                   |            |                 |
| Lacey 16          | Punti      | 12 Childs       |
| Giuri 5           | Assist     | 4 Romeo         |
| Walters 10        | Rimbalzi   | 12 Childs       |
| Matteo Boniciolli | Allenatori | Daniele Parente |

| Arbitri: | Cappello (Porto Empedocle) Tarascio (Priolo Gargallo) Attard (Priolo Gargallo) |

|                            |            |               |
| Wiggs 28                   | Punti      | 21 Mack       |
| Wiggs, Massone, Tomasini 3 | Assist     | 4 King        |
| Childs 14                  | Rimbalzi   | 11 Mack, King |
| Daniele Parente            | Allenatori | Marco Cardani |

#### Girone di ritorno
| Arbitri: | Moretti (Marsciano) Giovannetti (Papigno) Bramante (San Martino Buon Albergo) |

|                    |            |                 |
| Davis 24           | Punti      | 17 Mollura      |
| Soviero, Bianchi 4 | Assist     | 4 Tomasini      |
| Hasbrouck 7        | Rimbalzi   | 9 Mollura       |
| Andrea Zanchi      | Allenatori | Daniele Parente |

| Arbitri: | Salustri (Roma) Miniati (San Giovanni Valdarno) Marzulli (Pisa) |

|                    |            |                |
| Mollura 21         | Punti      | 22 Miaschi     |
| Mollura, Massone 5 | Assist     | 5 Rodriguez    |
| Mollura 9          | Rimbalzi   | 8 Sacchetti    |
| Daniele Parente    | Allenatori | Michele Carrea |

| Arbitri: | Valleriani (Ferentino) Bonotto (Vazzola) Bertuccioli (Pesaro) |

|                  |            |                 |
| Thompson 21      | Punti      | 17 Wiggs        |
| Stojanović 6     | Assist     | 3 Massone       |
| Iannuzzi 20      | Rimbalzi   | 9 Childs        |
| Gennaro Di Carlo | Allenatori | Daniele Parente |

| Arbitri: | Ciaglia (Caserta) Puccini (Genova) Di Martino (Napoli) |

|                   |            |                     |
| Wiggs 24          | Punti      | 28 Utomi            |
| Wiggs 3           | Assist     | 3 Wheatle, Saccaggi |
| Childs, Mollura 9 | Rimbalzi   | 8 Davis             |
| Daniele Parente   | Allenatori | Nicola Brienza      |

| Arbitri: | Tirozzi (Bologna) Ugolini (Forlì) Bartolini (Fano) |

|                 |            |                 |
| Tomasini 15     | Punti      | 18 Renzi        |
| Massone 5       | Assist     | 5 Rebec         |
| Childs 14       | Rimbalzi   | 8 Renzi         |
| Daniele Parente | Allenatori | Massimo Bulleri |

| Arbitri: | Scrima (Catanzaro) Costa (Livorno) Mottola (Taranto) |

|                               |            |                   |
| Nikolić 17                    | Punti      | 12 Wiggs, Massone |
| Bucarelli 5                   | Assist     | 8 Massone         |
| Nikolić, Stefanelli, Da Ros 6 | Rimbalzi   | 6 Wiggs, Mollura  |
| Marco Sodini                  | Allenatori | Daniele Parente   |

| Arbitri: | Caforio (Brindisi) Dionisi (Fabriano) Bramante (San Martino Buon Albergo) |

|                  |            |                     |
| Wiggs 25         | Punti      | 18 Raivio           |
| Wiggs, Massone 3 | Assist     | 9 Raivio            |
| Biordi 9         | Rimbalzi   | 10 Raivio           |
| Daniele Parente  | Allenatori | Federico Campanella |

| Arbitri: | Foti (Vittuone) Beneduce (Caserta) Maschietto (Treviso) |

|                  |            |                 |
| Martinoni 22     | Punti      | 18 Mollura      |
| Williams 6       | Assist     | 5 Romeo         |
| Martinoni 9      | Rimbalzi   | 9 Tomasini      |
| Andrea Valentini | Allenatori | Daniele Parente |

| Arbitri: | Valleriani (Ferentino) Morassutti (Sassari) De Biase (Udine) |

|                              |            |                  |
| Paci 27                      | Punti      | 19 Massone       |
| Portannese, Montano, Bossi 5 | Assist     | 7 Massone        |
| Paci 12                      | Rimbalzi   | 8 Wiggs, Mollura |
| Davide Villa                 | Allenatori | Daniele Parente  |

| Arbitri: | Catani (Pescara) Costa (Livorno) Praticò (Reggio Calabria) |

|                 |            |                    |
| Romeo 32        | Punti      | 21 DeVoe, Sabatini |
| Wiggs 6         | Assist     | 4 Sabatini         |
| Romeo 10        | Rimbalzi   | 14 Guariglia       |
| Daniele Parente | Allenatori | Stefano Salieri    |

| Arbitri: | Radaelli (Rho) Calella (Bologna) Attard (Firenze) |

|                  |            |                  |
| De Vico 21       | Punti      | 16 Mollura       |
| Alibegović 7     | Assist     | 5 Wiggs          |
| Scott 12         | Rimbalzi   | 5 Mollura, Romeo |
| Edoardo Casalone | Allenatori | Daniele Parente  |

| Arbitri: | Scrima (Catanzaro) Tarascio (Priolo Gargallo) Di Martino (Napoli) |

|                 |            |                   |
| Taflaj 26       | Punti      | 16 Mussini        |
| Wiggs 8         | Assist     | 6 Cappelletti     |
| Wiggs 7         | Rimbalzi   | 9 Cappelletti     |
| Daniele Parente | Allenatori | Matteo Boniciolli |

| Arbitri: | Ursi (Livorno) Salustri (Roma) Chersicla (Oggiono) |

|               |            |                 |
| Mack, King 17 | Punti      | 22 Taflaj       |
| Vecerina 4    | Assist     | 5 Wiggs, Romeo  |
| Poser 11      | Rimbalzi   | 10 Mollura      |
| Marco Cardani | Allenatori | Daniele Parente |

#### Fase ad orologio
| Arbitri: | Martellosio (Buccinasco) Pellicani (Ronchi dei Legionari) Bramante (San Martino Buon Albergo) |

|                     |            |                 |
| Rush 16             | Punti      | 18 Childs       |
| Natali 4            | Assist     | 5 Wiggs         |
| Rush, Bruttini 8    | Rimbalzi   | 8 Childs        |
| Sandro Dell'Agnello | Allenatori | Daniele Parente |

| Arbitri: | Radaelli (Rho) Capurro (Reggio Calabria) Lucotti (Pavia) |

|                          |            |               |
| Taflaj 23                | Punti      | 25 Amici      |
| Tomasini 8               | Assist     | 9 Amici       |
| Childs, Wiggs, Mollura 4 | Rimbalzi   | 11 Bartoli    |
| Daniele Parente          | Allenatori | Marco Calvani |

| Arbitri: | Boscolo (Chioggia) Ferretti (Nereto) Saraceni (Zola Predosa) |

|                     |            |                     |
| Tortù 21            | Punti      | 19 Wiggs            |
| Sabatino 7          | Assist     | 4 Tomasini, Massone |
| Serpilli, Moretti 6 | Rimbalzi   | 7 Childs, Mollura   |
| Luca Bechi          | Allenatori | Daniele Parente     |

| Arbitri: | Barbiero (Milano) Grazia (Bologna) Doronin (Perugia) |

|                     |            |               |
| Guaiana 13          | Punti      | 16 Ulaneo     |
| Massone, Tomasini 4 | Assist     | 3 Fanti       |
| Mollura 14          | Rimbalzi   | 8 Hill        |
| Daniele Parente     | Allenatori | Damiano Pilot |

### Supercoppa LNP

#### Girone Azzurro
| Arbitri: | Masi (Firenze) Marzulli (Pisa) Attard (Priolo Gargallo) |

|                           |            |                     |
| Mollura 21                | Punti      | 22 Johnson          |
| Wiggs, Tomasini, Childs 2 | Assist     | 3 Saccaggi, Wheatle |
| Childs 12                 | Rimbalzi   | 7 Johnson, Wheatle  |
| Daniele Parente           | Allenatori | Nicola Brienza      |

| Arbitri: | Moretti (Marsciano) Di Toro (Perugia) Miniati (San Giovanni Valdarno) |

|                |            |                   |
| Medford 19     | Punti      | 18 Wiggs          |
| Medford, Mei 3 | Assist     | 5 Childs, Palermo |
| Wilson 11      | Rimbalzi   | 12 Childs         |
| Giovanni Bassi | Allenatori | Daniele Parente   |

| Arbitri: | Capurro (Reggio Calabria) Praticò (Reggio Calabria) Attard (Priolo Gargallo) |

|                  |            |               |
| Childs 19        | Punti      | 27 King       |
| Wiggs 5          | Assist     | 6 Gay         |
| Childs 13        | Rimbalzi   | 8 King        |
| Fabrizio Canella | Allenatori | Marco Cardani |

#### Classifica
| Pos | Squadra           | G | V | P | PF  | PS  | DP | Pt | Qualificazione |
| --- | ----------------- | - | - | - | --- | --- | -- | -- | -------------- |
| 1   | Pistoia Basket    | 3 | 2 | 1 | 220 | 215 | +5 | 4  | Qualificata    |
| 2   | San Giobbe Chiusi | 3 | 2 | 1 | 226 | 218 | +8 | 4  |                |
| 3   | Pall. Trapani     | 3 | 1 | 2 | 216 | 222 | −6 | 2  |                |
| 4   | Orlandina         | 3 | 1 | 2 | 254 | 261 | −7 | 2  |                |